# Dublin University Football Club
Maillots

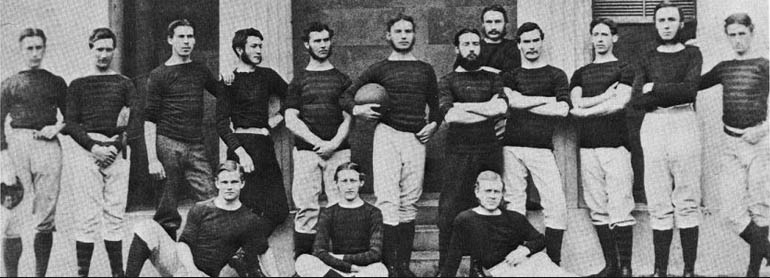
L'une des premières photos du club, dans les années 1870.

Le Dublin University Football Club est un club de rugby à XV irlandais basé dans la ville de Dublin, en Irlande qui évolue dans le championnat irlandais de deuxième division en 2010-11. Le club est affilié à la fédération du Leinster et ses joueurs peuvent être sélectionnés pour l’équipe représentative de la région, le Leinster Rugby.

## Histoire
Si l'équipe du Guy's Hospital Football Club de Londres prétend être le plus ancien club de rugby du monde (1843) sur la base de preuves indirectes, Dublin University FC a lui des écrits irréfutables prouvant que le sport est pratiqué en son sein depuis 1854. Il semble d'ailleurs qu'on y jouait au rugby plus tôt encore. Le club dépend exactement de Trinity College, prestigieuse institution qui fait partie de l'université de Dublin. Le club domine la scène du rugby dublinois à la fin du XIXe siècle et au début du XXe avant de régresser. Chaque année depuis 1952, Trinity affronte UCD dans le Annual Colours Match.

## Palmarès
- Leinster Club Senior Cup
  - Vainqueur (22) : 1882, 1883, 1884, 1886, 1887, 1890, 1893, 1895, 1896, 1897, 1898, 1900, 1905, 1907, 1907, 1912, 1913, 1920, 1921, 1926, 1960, 1976,
  - Finaliste (6) : 1891, 1935, 1948, 1951, 1969, 1988
- Metropolitan Cup
  - Vainqueur (4) : 1923, 1928, 1934, 1967,
  - Finaliste (1) : 1986

## Joueurs célèbres
- Michael Gibson
- Robin Roe
- Niyi Adeolokun
- Joe McCarthy